# Marilyn Horne
Marilyn Bernice Horne (ur. 16 stycznia 1934 w Bradford w stanie Pensylwania) – amerykańska śpiewaczka operowa (mezzosopran).

## Życiorys
Podstaw muzyki i śpiewu uczyła się od ojca. Studiowała na Uniwersytecie Południowej Kalifornii w Los Angeles w klasie Williama Vennarda, a następnie na kursach mistrzowskich u Lotte Lehmann. W 1954 roku użyczyła swojego głosu Dorothy Dandridge w filmie Carmen Jones, w tym samym roku debiutowała w operze w Los Angeles jako Hanka w Sprzedanej narzeczonej Bedřicha Smetany. W 1956 roku dzięki wsparciu Igora Strawinskiego i Roberta Crafta wystąpiła na festiwalu w Wenecji, następnie przez trzy lata występowała w operze w Gelsenkirchen, gdzie wykonywała role sopranowe (m.in. Giulietta w Opowieściach Hoffmanna, Mimi w Cyganerii i Minnie w Dziewczynie ze Złotego Zachodu. W 1960 roku na scenie opery w San Francisco debiutowała jako Maria w Wozzecku. W 1967 roku po raz pierwszy wystąpiła w Covent Garden Theatre w Londynie, w 1969 roku w mediolańskiej La Scali. W 1970 roku jako Adalgiza w Normie debiutowała na deskach nowojorskiej Metropolitan Opera. W 1980 roku gościła w Polsce, występując w Filharmonii Narodowej w Warszawie. W 1993 roku wystąpiła w Waszyngtonie na inauguracji prezydentury Billa Clintona. W 1995 roku przeszła na emeryturę, z ostatnim recitalem wystąpiła w 1999 roku.
W 1960 roku poślubiła dyrygenta Henry’ego Lewisa, z którym często wspólnie występowała. W 1976 roku para znalazła się w separacji. Laureatka Kennedy Center Honors (1995). Odznaczona została National Medal of Arts (1992) i komandorią francuskiego Orderu Sztuki i Literatury (1995). W 2021 roku została wyróżniona Grammy Lifetime Achievement Award.
W jej repertuarze znajdowały się role m.in. Rozyny w Cyruliku sewilskim, Carmen w Carmen, Fides w Proroku, Desdemony w Otellu, Izabelli we Włoszce w Algierze, Leonory w Trubadurze, Lady Makbet w Makbecie, Eboli w Don Carlosie, Elżbieta w Tannhäuserze, Brunhildy w Walkirii. Kreowała partię Samiry podczas prapremierowego przedstawienia opery Johna Corigliano The Ghosts of Versailles (1991). Występowała także w repertuarze oratoryjnym, kantatowym i pieśniarskim. Wielokrotnie śpiewała w duecie z Joan Sutherland. Dokonała licznych nagrań płytowych.
Opublikowała autobiografię My Life (Nowy Jork 1983; we współpracy z Jane Scovell).